# Dardiri Mohammed Osman
Dardiri Mohammed Osman (arabe : الدرديري محمد عثمان ; 1896 – 1977) est un juge, écrivain et homme politique soudanais élu membre du Conseil de souveraineté soudanais en 1955.

## Enfance et formation
Dardiri Mohammed Osman est né à Omdurman en 1896, où il fait ses études primaires et secondaires. Il rejoint le Gordon Memorial College et obtient son diplôme en 1914,,. 

## Carrière
Dardiri travaille comme enseignant dans les écoles publiques jusqu'à ce que l'administration britannique de Khartoum cherche à nommer des administrateurs soudanais. Il est nommé sous-directeur, puis directeur. Il travaille également comme chargé de cours à l'École de police. Dardiri est interrogé en 1937 en Angleterre sur les raisons de la détérioration de l'éducation. Il déclare que l'éducation après James Cree et son adjoint Crawford a confié son commandement à des inspecteurs administratifs, sans compter un spécialiste, et qu'ils lient l'éducation et la politique. 

## Carrière judiciaire
Lorsque le pouvoir judiciaire est ouvert au Soudan en 1931, il est le premier Soudanais à occuper le poste de juge dans les tribunaux civils et plus tard à la Cour suprême du Soudan (en). Il devient également chef du Registre de traduction judiciaire,,.
Dardiri est juge à Port-Soudan. Pendant cette période, il accuse un marin anglais de vol. Mais il voit que l'emprisonnement du marin alors que le navire est prêt à voyager imposerait une punition aux autres, y compris aux propriétaires du navire. Cependant, une amende n'est pas autorisée en cas de vol, mais selon la loi, le recours à la flagellation est autorisé pour son âge. Il est donc condamné à la flagellation qui est exécutée devant Dardiri. À la suite de l'incident, les Anglais, y compris le juge en chef, boycottent Dardiri pendant une année entière, estimant que la dignité des Anglais a été ternie. Dardiri prend sa retraite en 1952. 

## Carrière politique

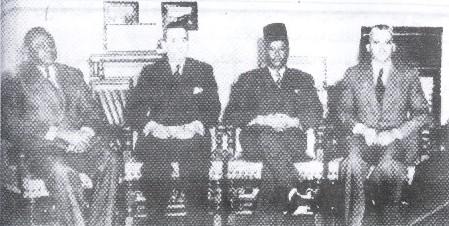
Le premier Conseil de souveraineté soudanais (sans compter Ahmad Muhammad Salih), de droite à gauche : Ahmad Muhammad Yasin, al-Dardiri Muhammad Uthman, Abd al-Fattah Muhammad al-Maghribi et Siricio Iro Wani

Dardiri entre dans l'arène politique en tant que secrétaire du Front national soudanais et se rend à Paris à la tête d'une délégation de hauts responsables soudanais pour défendre l'appel à l'indépendance du pays devant les Nations unies. Il est élu membre du Comité du gouverneur général en 1953, qui supervise l'exercice des pouvoirs du gouverneur général. En janvier 1956, lorsque le Soudan obtient son indépendance, il est élu membre du Conseil de souveraineté. 

### Congrès général des diplômés
Lorsque le Congrès général des diplômés est créé en 1938, un comité préparatoire est formé, composé de Hussein Sharif, Ahmed Othman Al-Qadi, Muhammad Ali Muhammad Salim et Dardiri. Dardiri et Muhammad Ali Selim formulent la demande de création du congrès d'une manière diplomatique qui allie préservation de la dignité et prise en compte du statu quo de l'époque. Le premier comité esit composé de Hussein Sharif, Muhammad Al-Haj Al-Amin, Muhammad Ali Muhammad Selim, Ahmed Othman Al-Qadi, Ibrahim Israel, Muhammad Al-Hassan Diab, Taha Saleh et Dardiri,. 

### RevueAl-Fajr
Dardiri contribue à la publication du Groupe Al-Fajr, qui joue un rôle de premier plan dans la création du Congrès général des diplômés. Arafat Muhammad Abdullah est un jeune Soudanais plein d’ambitions, d’espoirs farfelus, de pensées profondes et au grand cœur. Et une culture large. Il déménage à l'étranger de temps en temps, est sélectionné et étudie, puis vient dans son pays et y rencontre des diplômés d'élite et il noue des amitiés qui sont devenues authentiques et profondes au fil du temps. Ces amis partageent son opinion, son approche et son style, et au premier rang d'entre eux se trouvent Muhammad Ahmed Mahjoub (en), Abdel Halim Muhammad et Youssef Mustafa Al-Tani. Le magazine Al-Fajr est publié en 1943. Dardiri dit qu'il a modestement contribué à la publication d' Al-Fajr et qu'il a encouragé le groupe, et qu'il a continué à le faire après la mort d'Arafat,.
Dardiri contribue à la création du journal Voice of Sound (arabe : صوت السودان) en 1939. Il est membre du conseil d'administration de la société Al-Salam, qui publie le journal. Dardiri est directeur du Département des journalistes et de ses presses pendant cinq ans. Dardiri affirme que le but de la création de ce journal est de servir le pays et de maintenir l'équilibre de l'opinion publique. Tout au long des années de colonialisme, il s’agit d’une plate-forme libre dans laquelle de hauts fonctionnaires libres circulent et arrivent. Sa politique est purement nationale. Ce journal est confronté à la guerre des colonialistes et ses rédacteurs sont confrontés à la pression, à la terreur et à l'emprisonnement.

### Ligue du drapeau blanc
Dardiri, au cours de son travail dans l'est du Soudan, travaille pour la Ligue du Drapeau blanc (en) à Gedaref et Kassala, en coopération avec le Binbashi Muhammad Salih Jibril, le Yüzbaşı Abdullah Bakr, le Yuzbashi Abdul Daem Muhammad et d'autres membres de la tribu et chefs des ordres soufis. L'association contacte toutes les classes du peuple, et Dardiri crot que si les gens pressés ne se précipitent pas, ils hâteront les résultats avant que le mouvement ne mûrisse, et s'il n'y a pas la trahison inattendue de la part du seul parti étranger sur lequel il compte pleinement et en qui il a pleinement confiance. Sans tout cela, ce grand mouvement aurait eu son danger et son impact sur l'accélération de l'indépendance du Soudan.

### Conciliation avant l'indépendance
Dardiri voit que le devoir nécessite une tentative de fusion des partis fédéraux, qui sont la Conférence des Diplômés, la Fraternité Républicaine, le Parti Unioniste Démocratique, l'Unité de la Vallée du Nil, l'aile droite du Parti Libéral du Soudan et le Front National Islamique pour établir le Parti Unioniste National. Dardiri, par l'intermédiaire du parti Unité de la Vallée du Nil, soutient des relations plus étroites avec l'Égypte,,. Il joue un rôle de premier plan dans la rencontre des deux Sayyids : Mohammed Uthman al-Mirghani II et Abd Al-Rahman Al-Mahdi. La politique britannique repose sur la survie du régime colonial au Soudan sur des contradictions, au premier rang desquelles le conflit traditionnel entre les sectes Khatmiyya (en) et Ansar (en) et entre les chefs de ces deux sectes. Dardiri a su rapprocher les deux hommes,. 

### L'indépendance du Soudan
Le Soudan obtient son indépendance le 1er janvier 1956 du régime de condominium anglo-égyptien, avec un système de gouvernement présidentiel, un Conseil de souveraineté de cinq membres et un système parlementaire,,. Le Conseil de souveraineté est formé et comprend : Ahmad Muhammad Salih, Ahmad Muhammad Yasin (Parti unioniste national), Dardiri Muhammad Uthman (Partis d'opposition), Abd al-Fattah Muhammad al-Maghribi et Siricio Iro Wani (Parti libéral du Sud),,.